# CFD Réseau de l'Yonne

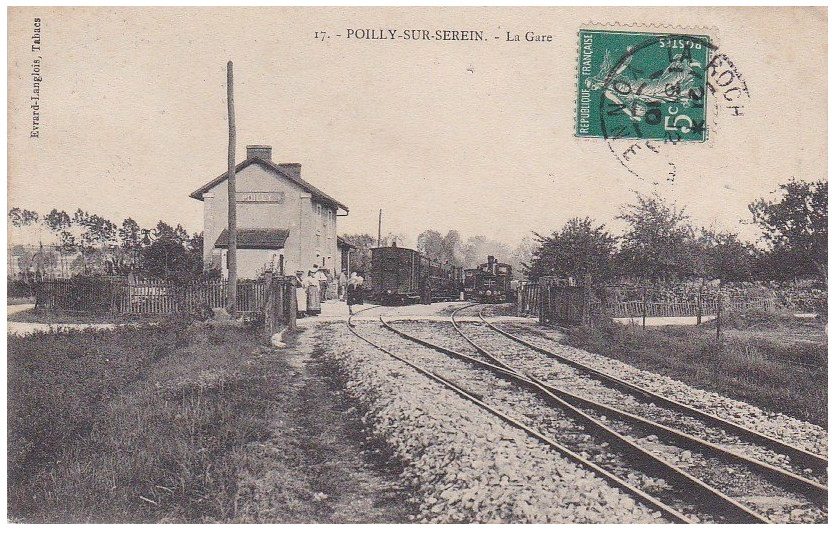
La gare de Poilly sur Serein.

Le  Réseau de l'Yonne de la compagnie de chemins de fer départementaux (CFD), comprend plusieurs lignes construites à voie métrique, formant un réseau de 270 kilomètres à son apogée. Il est situé dans le département de l'Yonne. Il a été mis en service à partir de 1887, et sa dernière ligne a fermé en 1951.

## Lignes

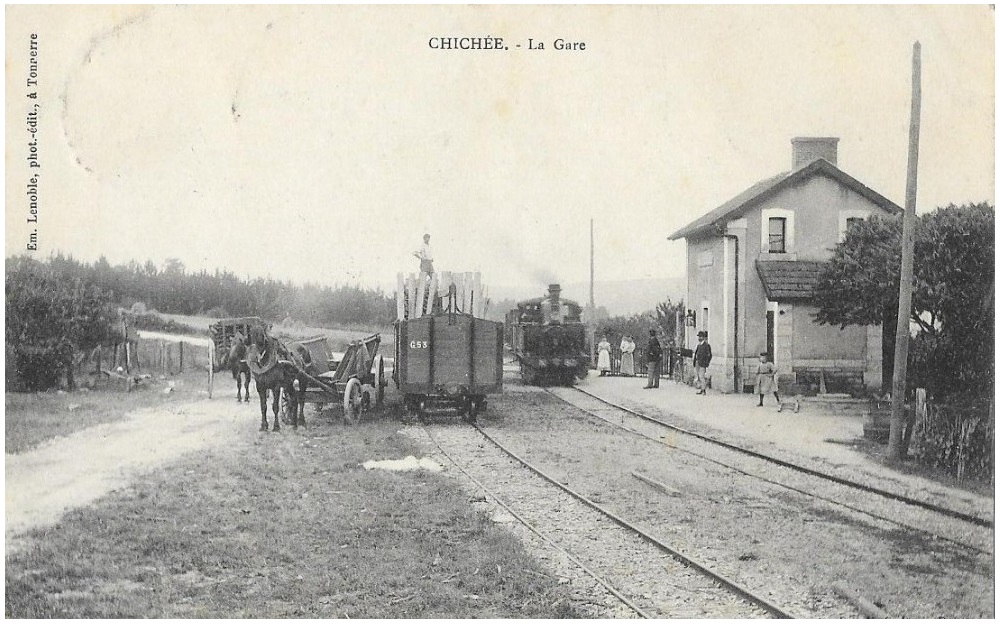
Un train en gare de Chichée.

- Ligne de Laroche à L'Isle-Angely (75 km), dit le Tacot du Serein, ouverture 1887[1]. Première ligne de la CFD, restera la seule jusqu'en 1923. Le centre du réseau était situé à Chablis où se trouvaient les ateliers et le dépôt.
- Ligne de Sens à Égreville, ouverture 1901, ligne reprise à la Compagnie des Chemins de fer d'intérêt local de l'Yonne (CFY) lors de leur disparition en 1923[1]
- Ligne de Joigny à Toucy, ouverture 1902, ligne reprise à la Compagnie des Chemins de fer d'intérêt local de l'Yonne (CFY) lors de leur disparition en 1923[1]
- Ligne de Joigny à Auxerre, ouverture 1912, ligne reprise à la Compagnie des Chemins de fer d'intérêt local de l'Yonne (CFY) lors de leur disparition en 1923[1]
- Antenne d'Aillant à Fleury, ouverture 1914, ligne reprise à la Compagnie des Chemins de fer d'intérêt local de l'Yonne (CFY) lors de leur disparition en 1923[1]
- Ligne de Sens à Nogent-sur-Seine et Raccordement de Saint-Maurice-aux-Riches-Hommes à Villeneuve-l'Archevêque, ouverture 1925-1926[1]

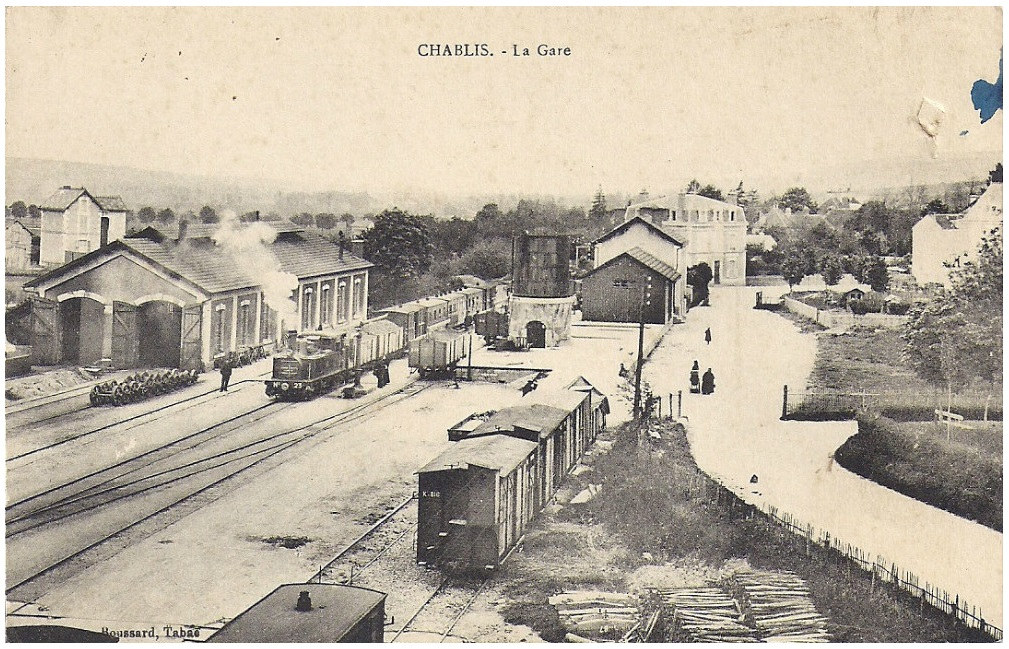
La gare de Chablis avec le dépôt et les ateliers.
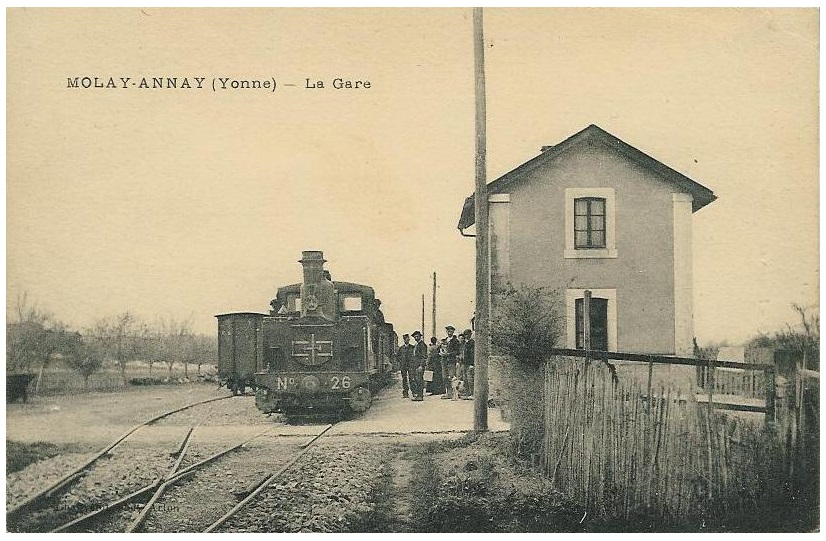
La locomotive 24 en gare d'Annay.
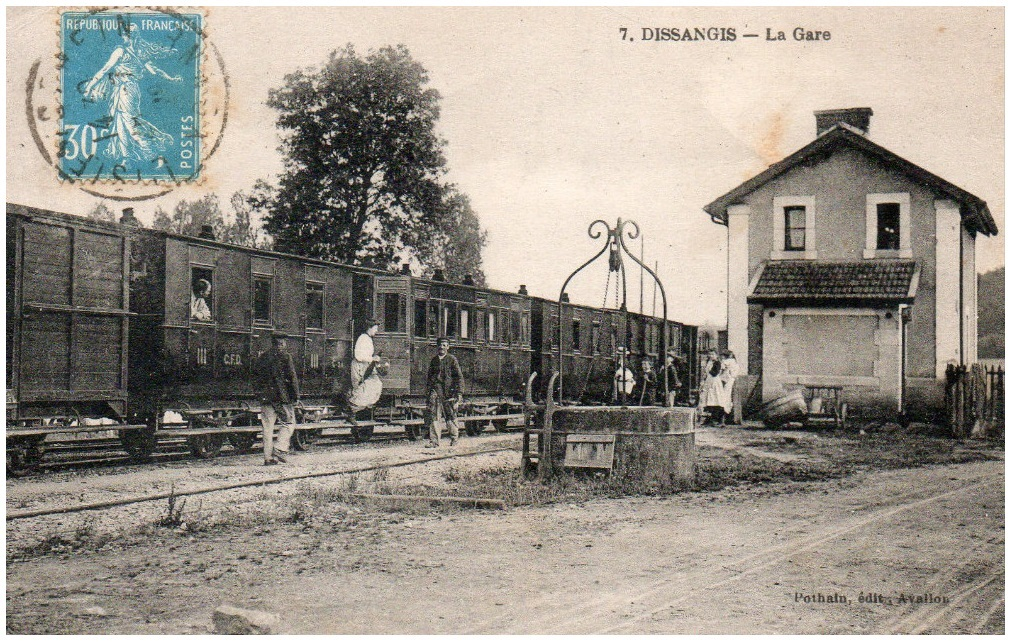
Train en gare de Dissangis.

## Infrastructure

### Gares de jonctions
- Gare de Laroche - Migennes, avec le PLM
- Gare de L'Isle-Angely, avec le PLM